# Roni Beroperay
Roni Esar Feliks Beroperay (sinh ngày 25 tháng 2 năm 1992) là một cầu thủ bóng đá người Indonesia hiện tại thi đấu ở vị trí hậu vệ cho câu lạc bộ tại Liga 1 PS Barito Putera. Anh bắt đầu sự nghiệp với ở vị trí vận động viên chạy nước rút. Nhưng không lâu sau, anh trở lại làm cầu thủ bóng đá.

## Bàn thắng quốc tế
Roni Beroperay: International under-23 goals
| Bàn thắng | Thời gian            | Địa điểm                                           | Đối thủ               | Tỉ số | Kết quả | Giải đấu     |
| --------- | -------------------- | -------------------------------------------------- | --------------------- | ----- | ------- | ------------ |
| 1         | 22 tháng 11 năm 2013 | Sân vận động Gelora Bung Karno, Jakarta, Indonesia | U-23 Papua New Guinea | 6–0   | 6–0     | 2013 MNC Cup |

## Đời sống cá nhân
Vào tháng 5 năm 2016, Beroperay, cùng với các đồng đội Yohanes Pahabol và Gerard Pangkali tốt nghiệp từ Đại học Cenderawasih ở Jayapura với tấm bằng chuyên ngành Vật lý.